# Midna

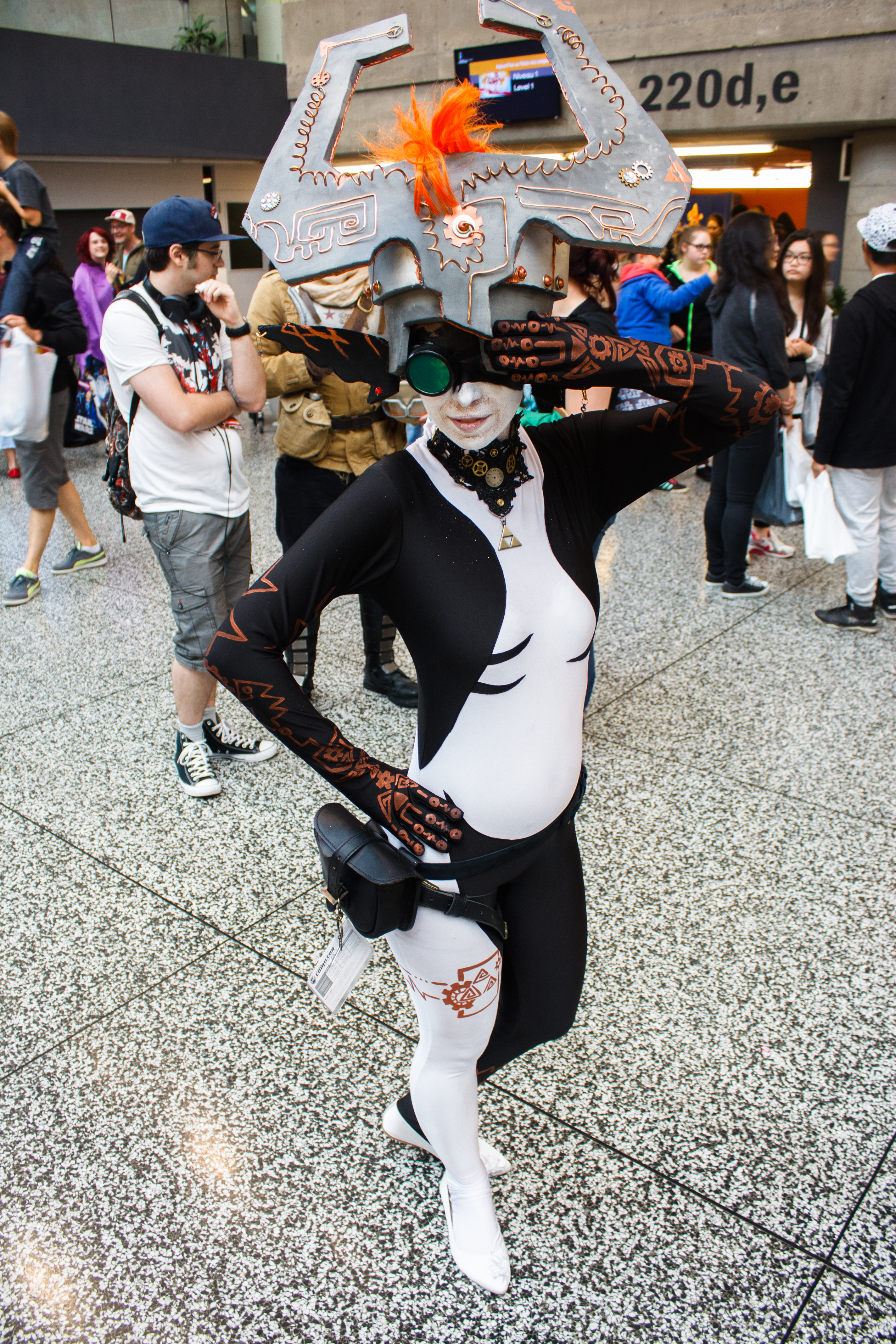
Cosplay de Midna

Midna (ミドナ Midona) es un personaje de ficción del videojuego The Legend of Zelda: Twilight Princess originaria del Reino de las Sombras (también llamado "el Crepúsculo").

## Características
Este nuevo personaje en la serie, se une al protagonista Link para enfrentarse a Zant, el usurpador del trono del Rey del Crepúsculo (ya que este afirma haber estado poseído por Ganondorf), al que por sí sola no podría derrotar. De forma adecuada a su naturaleza oscura, tiene un sentido del humor diabólico, juguetón y un tanto calculador y aunque al principio utiliza a Link para que le ayude con sus propios objetivos, más adelante en el juego empieza a sentir un gran cariño hacia Link.
Se creía que Midna sería similar a Navi o Tatl, pues es un compañero sobrenatural que ayuda a Link continuamente, pero conforme se avanza en la aventura, el jugador puede darse cuenta del mayor peso que tiene en la historia del juego.
Dentro del Crepúsculo, monta sobre el lomo de Link en su forma de lobo ayudándolo con algunos ataques, saltos y creando un campo de energía. En el mundo de la luz, se esconde dentro de su sombra, aunque aún puede comunicarse con él y llevarlo a distintas áreas de Hyrule. Es necesaria para poder pasar los muros de oscuridad que conectan Hyrule con el Reino del Crepúsculo.
Una vez que Link consigue la Espada Maestra tendrá también el poder de transformarse en Lobo en cualquier momento, siempre que no haya nadie mirando, y Midna no tendría que esconderse en la sombra de Link montándolo siempre en su forma de lobo.
Midna tiene ojos rojos brillantes y oscuros, su cuerpo es pequeño de una mujer, su cabello tiene forma de mano, sus orejas son largas y picudas semejantes a las de un murciélago, su color de piel es negro y blanco (siendo ésta su forma hechizada, gracias a la maldición de Zant) y tiene un casco al cual le faltan las otras tres partes de la Sombra Fundida que encuentra gracias a la ayuda de Link.

## Historia

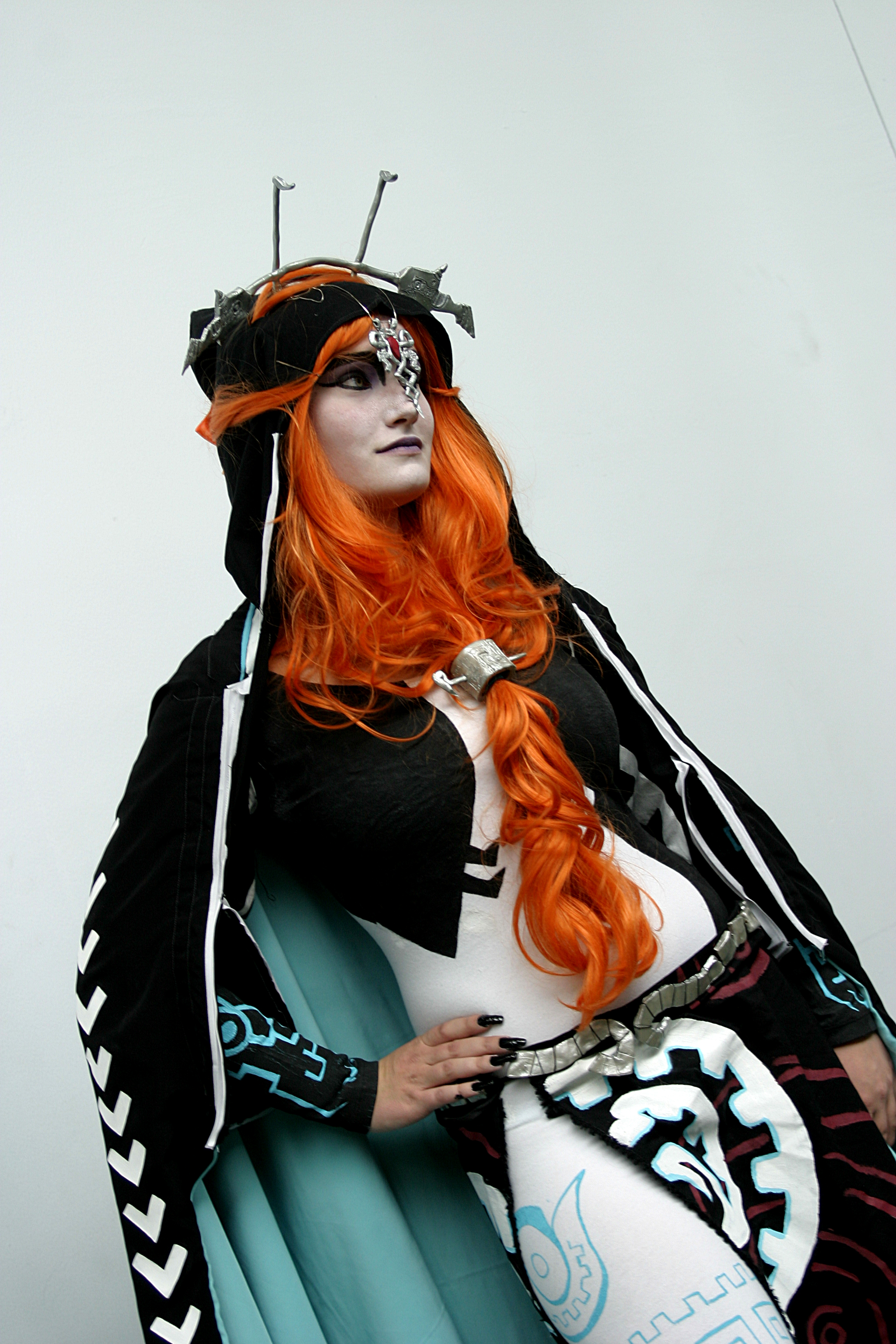
Cosplay de Midna con su verdadera forma

Midna es en realidad la princesa del Reino del Crepúsculo. La Familia Real del Crepúsculo (que si bien es mencionada nunca aparece durante el juego, pues Zant los hizo prisioneros) había determinado que Zant, sería su sucesor al trono al ser su sirviente más fiel y capaz. Pero, al rectificar y anunciar formalmente que Midna sería la nueva soberana, Zant contrajo una gran locura y juró lealtad a Ganondorf (su nuevo dios), quien le dio parte de sus poderes para que Zant pudiera controlar el Reino del Crepúsculo y posteriormente Hyrule para que así Ganandorf pudiera volver al mundo de la Luz y gobernar Hyrule.
Con sus nuevos poderes Zant hechizó a Midna y la convirtió en un pequeño ser con mínimos poderes. El casco sobre su cabeza sería la cuarta parte de la Sombra Fundida, un objeto místico de enorme poder creado en el pasado por oscuros hechiceros para conseguir el poder de la Trifuerza (y que no triunfaron ya que el guardian de la trifuerza o "emperador y dios de las sombras" les arrebato su poder justo en el momento preciso). Link debe ayudarla a recuperar el resto de los fragmentos en las tres primeras mazmorras para así derrotar a Zant y también demostrar que él no es el gobernador del Reino del Crepúsculo. Cuando obtienen el último de los fragmentos de la Sombra Fundida, Zant aparece y se los arrebata. Además, convierte a Link permanentemente en un lobo (con el cristal de oscuridad) y expulsa a Midna del Reino del Crepúsculo tratándola de traidora. Midna queda agonizando sobre el lomo de Link (ya que no puede sobrevivir por sí sola en el mundo de la Luz), quien la lleva ante la Princesa Zelda con la esperanza de salvarla, cosa que Zelda logra entregándole su fuerza vital a costa de su propio cuerpo. Ante el sacrificio de la princesa, Midna, que en un principio sólo intentaba aprovecharse de Link para salvar su propio mundo, toma una mayor determinación para salvar, no sólo a su propio reino, sino al de Link y Zelda.
Zelda aconseja a Link a que vaya a una zona sagrada del bosque en la región de Faron (La Arboleda Sagrada), donde encontrará la Espada Maestra, una espada que no puede ser tocada por el mal. Cuando Link se acerca a la espada, pierde su forma de bestia recuperando así su cuerpo humano y un pequeño cristal creado por Zant que hace que Link tenga su forma de bestia. Así Midna toma posesión del cristal y convierte a Link en lobo cuando él se lo pida.
Luego Link y Midna se dirigen al único portal entre el Reino del Crepúsculo y Hyrule, conocido como el "Espejo del Crespúculo" en una antigua cámara ubicada al tope del Patíbulo del Desierto en la mitad del Desierto Gerudo, aquí descubren que el espejo está roto, faltan 3 fragmentos de cristal y deducen que Zant habría quebrado este espejo para evitar que Midna y Link vayan al Reino del Crepúsculo. Así entonces Midna y Link se deciden a reunir los fragmentos del Espejo del Crepúsculo para ir a vencer a Zant y a la vez recuperar las Sombras Fundidas.
Cuando Link y Midna vencen finalmente a Zant, consiguen recuperar los fragmentos de la Sombra Fundida. Estos otorgan un poderoso y peligroso poder que Midna utiliza para matar a Zant; destruir el campo de fuerza que cubre el Castillo de Hyrule y para purificar de oscuridad el cuerpo de Zelda al ser poseída por Ganondorf. Midna usa este gran poder por última vez para enfrentarse a Ganondorf, el Señor de las Tinieblas . El inmenso poder que se usó en ese enfrentamiento termina en una explosión. Después de la explosión se ve a Ganondorf montando su caballo y con la Sombra Fundida y procede a destruir la Sombra Fundida (el casco que llevaba Midna), mostrando a Ganondorf como vencedor. Luego de que Link y Zelda acaban con él montados sobre Epona, Ganondorf saca la espada con la que los Sabios intentaron matarlo y Link se enfrenta contra él. Después de que Link le encaja la Espada Maestra a Ganondorf; muere porque la Trifuerza del Poder desaparece de él, la maldición que Zant lanzó sobre Midna se rompe, y los 4 espíritus de la luz la devuelven al mundo con vida, y a Midna con su verdadera forma: la de una mujer, alta, de piel azulada y cabellos rojizos. Finalmente se despide de Link y Zelda, no sin antes romper el espejo del Crepúsculo con una de sus lágrimas, pero antes de hacerlo, confiesa que ella se había enamorado de Link pero prefirio no decirselo a este último antes de irse.